# Trochlea musculi obliqui superioris bulbi

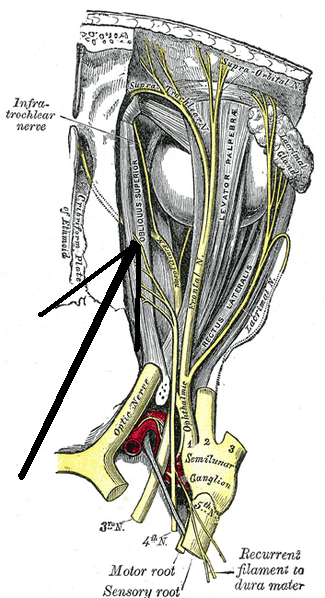
A szem izmai és idegei (a nyíl mutatja a trochleát)

A trochlea musculi obliqui superioris bulbi egy csigaszerű struktúra a szemben, amin keresztülmegy a musculus obliquus superior bulbi.